# 莱贝尔维尔
莱贝尔维尔（法語：Les Belleville，法語發音：[le bɛlvil]）是法国萨瓦省的一个市镇，属于阿尔贝维尔区。该市镇于2016年由原市镇圣马丹德贝尔维尔和维拉尔吕兰合并而成，行政中心位于圣马丹德贝尔维尔。2019年，市镇圣让德贝尔维尔并入莱贝尔维尔。

## 地理
莱贝尔维尔（45°22'52"N, 6°30'19"E）面积167.24 平方千米，位于法国奥弗涅-罗讷-阿尔卑斯大区萨瓦省，该省份为法国东部省份，历史上为薩伏依的一部分，北起上萨瓦省，西接伊泽尔省和安省，南部和东部与上阿尔卑斯省和意大利接壤。
与莱贝尔维尔接壤的市镇（或旧市镇、城区）包括：莱萨吕、莫達訥、奥雷勒、圣米歇尔-德莫里耶讷、莱萨旺谢-瓦尔莫雷勒、圣弗朗索瓦-隆尚、大艾格布朗什、萨兰-方丹。
莱贝尔维尔的时区为UTC+01:00、UTC+02:00（夏令时）。

莱贝尔维尔的卫星地图

## 行政
莱贝尔维尔的邮政编码为73440，INSEE市镇编码为73257。

## 政治
莱贝尔维尔所属的省级选区为穆捷县。

## 人口
莱贝尔维尔于2022年1月1日时的人口数量为3488人。